# Elaeagnus darenensis
Elaeagnus darenensis — вид квіткових рослин з родини маслинкових (Elaeagnaceae). Поширення: Тайвань.